# Neyagawa
Neyagawa (tiếng Nhật: 寝屋川市, Ne-da-ga-va) là một thành phố đô thị loại đặc biệt thuộc tỉnh Ōsaka, Nhật Bản.
Thành phố rộng 24,73 km², ở phía Đông Bắc của tỉnh, và có 238.833 dân (ước ngày 1/8/2008).